# Adrien Hardy
Adrien Hardy (ur. 30 lipca 1978 w Nîmes) – francuski wioślarz, złoty medalista w wioślarskiej dwójce podwójnej podczas Letnich Igrzysk Olimpijskich w Atenach.

## Osiągnięcia[1]
- Mistrzostwa Świata – Lucerna 2001 – dwójka podwójna – 2. miejsce.
- Mistrzostwa Świata – Mediolan 2003 – dwójka podwójna – 1. miejsce.
- Igrzyska Olimpijskie – Ateny 2004 – dwójka podwójna – 1. miejsce.
- Mistrzostwa Świata – Gifu 2005 – czwórka podwójna – 5. miejsce.
- Mistrzostwa Świata – Eton 2006 – dwójka podwójna – 1. miejsce.
- Mistrzostwa Świata – Monachium 2007 – dwójka podwójna – 2. miejsce.
- Igrzyska Olimpijskie – Pekin 2008 – dwójka podwójna – 5. miejsce.
- Mistrzostwa Europy – Ateny 2008 – ósemka – 1. miejsce.
- Mistrzostwa Świata – Poznań 2009 – czwórka podwójna – 5. miejsce.
- Mistrzostwa Europy – Brześć 2009 – ósemka – 3. miejsce.
- Mistrzostwa Europy – Montemor-o-Velho 2010 – dwójka bez sternika – 4. miejsce.